# آندری گلانزمن
آندری گلانزمن (انگلیسی: Andrei Glanzmann)، یک بازیکن فوتبال اهل رومانی بود.
وی همچنین در تیم ملی فوتبال رومانی بازی کرده‌است.